# テッチャン
テッチャンは、食肉における牛の大腸の名称。名称の由来は、朝鮮語で大腸を意味する「대창（テチャン）」。一般的には狭義の「ホルモン」であり、脂が縞状にはいっていることから「シマチョウ」とも称される。
脂肪が多く、栄養価が高い。特に焼肉用として多く食される。